# Айрон-Рівер (Вісконсин)
Айрон-Рівер (англ. Iron River) — місто (англ. town) в США, в окрузі Бейфілд штату Вісконсин. Населення — 1240 осіб (2020).

## Демографія
Згідно з переписом 2010 року, у місті мешкали 1123 особи в 526 домогосподарствах у складі 332 родин. Було 1011 помешкання
Расовий склад населення:
| - 95,1 % — білих - 2,5 % — корінних американців - 0,3 % — азіатів - 0,1 % — чорних або афроамериканців |

До двох чи більше рас належало 2,0 %. Частка іспаномовних становила 0,5 % від усіх жителів.
За віковим діапазоном населення розподілялося таким чином: 18,1 % — особи молодші 18 років, 57,9 % — особи у віці 18—64 років, 24,0 % — особи у віці 65 років та старші. Медіана віку мешканця становила 49,6 року. На 100 осіб жіночої статі у місті припадало 98,8 чоловіків;  на 100 жінок у віці від 18 років та старших — 96,2 чоловіків також старших 18 років.
Середній дохід на одне домашнє господарство  становив 54 394 долари США (медіана — 45 268), а середній дохід на одну сім'ю — 61 766 доларів (медіана — 51 111). Медіана доходів становила 35 950 доларів для чоловіків та 41 500 доларів для жінок. За межею бідності перебувало 11,6 % осіб, у тому числі 33,5 % дітей у віці до 18 років та 10,0 % осіб у віці 65 років та старших.
Цивільне працевлаштоване населення становило 489 осіб. Основні галузі зайнятості: освіта, охорона здоров'я та соціальна допомога — 22,7 %, виробництво — 17,8 %, будівництво — 17,8 %.